# Justicia bracteata
Justicia bracteata är en akantusväxtart som först beskrevs av Ferdinand von Hochstetter, och fick sitt nu gällande namn av Zarb. Justicia bracteata ingår i släktet Justicia och familjen akantusväxter. Inga underarter finns listade i Catalogue of Life.